# جمیلی دینی ابودو مویندز
جمیلی دینی ابودو مویندز (انگلیسی: Djamili-Dini Aboudou Moindze؛ زادهٔ ۱۶ فوریهٔ ۱۹۹۶) بوکسور عرب‌تبار اهل فرانسه است.
وی در مسابقات کشوری و بین‌المللی در مجموع برندهٔ ۲ مدال برنز شده است.